# Tajlandia na Letnich Igrzyskach Olimpijskich 2008
Tajlandię na Letnich Igrzyskach Olimpijskich 2008 reprezentowało 51 sportowców w 13 dyscyplinach.
Był to 14. start reprezentacji Tajlandii na letnich igrzyskach olimpijskich. Cztery zdobyte medale były drugim najlepszym wynikiem Tajlandii na letnich igrzyskach olimpijskich. 

## Zdobyte medale
| Medal  | Zawodnik                         | Dyscyplina sportowa  | Konkurencja                              |
| ------ | -------------------------------- | -------------------- | ---------------------------------------- |
| Złoto  | Somjit Jongjohor                 | Boks                 | waga musza (do 51 kg) mężczyzn           |
| Złoto  | Prapawadee Jaroenrattanatarakoon | Podnoszenie ciężarów | do 53 kg kobiet                          |
| Srebro | Buttree Puedpong                 | Taekwondo            | do 49 kg kobiet                          |
| Srebro | Manus Boonjumnong                | Boks                 | waga lekkopółśrednia (do 64 kg) mężczyzn |